# Fernando Gabeira
Fernando Gabeira, né le 17 février 1941 à Juiz de Fora, est un journaliste, écrivain et homme politique brésilien.

## Biographie
Représentant du Parti vert brésilien dont il est l'un des fondateurs, il est connu pour ses positions parfois jugées polémiques sur certains sujets sociétaux, comme la professionnalisation de la prostitution, le mariage entre personnes de même sexe ou la légalisation du cannabis.
Fernando Gabeira a participé durant la période de la dictature militaire au Brésil à la lutte armée contre le régime au sein du mouvement Révolutionnaire du 8 octobre. Il a notamment participé à l'enlèvement de l'ambassadeur américain au Brésil Charles Burke Elbrick (en) le 7 septembre 1969, événement qu'il relate dans son ouvrage autobiographique. O Que É Isso, Companheiro? paru en 1979. En exil de 1970 à 1979, il revient au Brésil à la suite de la loi d'amnistie adoptée en 1979.